# 安杰洛·亚基诺
安杰洛·亚基诺（義大利語：Angelo Iachino，1889年4月4日—1976年12月3日），意大利海军军官。最高军衔为海军中将。
出生在利古里亚大区的圣雷莫。1904年，进入里窝那的意大利海军学院学习，1907年毕业。曾以鱼雷艇指挥官身份参加过第一次世界大战。1923至1928年曾任駐天津義大利大使館武官。在西班牙内战期间，亚基诺以驱逐舰舰队司令官身份参战。1939年，参加入侵阿尔巴尼亚的战争。1939年12月8日，他取代伊尼戈·坎皮奥尼，成为意大利海军最高司令官。此后，指挥过马塔潘角海战、第一次苏尔特海战和第二次苏尔特海战。1943年4月5日，卡洛·贝尔加米尼取代他，成为新的海军最高司令官。